# 1872 en architecture
| Années de l'architecture : 1869 - 1870 - 1871 - 1872 - 1873 - 1874 - 1875    |
| Décennies de l'architecture : 1840 - 1850 - 1860 - 1870 - 1880 - 1890 - 1900 |

Cet article présente les faits marquants de l'année 1872 en architecture.

## Réalisations
- Construction de l'Albert Memorial à Londres au Royaume Uni par George Gilbert Scott.
- Fin de la construction du gâble du transept et de la flèche de la cathédrale Saint-Pierre de Ratisbonne, ce qui clôt le cycle de construction après plus de six cents ans de chantiers.
- Fontaine Ross, dans les jardins de Princes Street Gardens, à Édimbourg, en Écosse.
- Halles Mazerat à Saint-Étienne en France.
- Synagogue de Kaunas (Lituanie) en style néo-baroque.
- Synagogue de la Turnergasse à Vienne en style historiciste néo-Renaissance, sur les plans de Karl König (elle est détruite en 1938 lors de la Nuit de Cristal).

## Événements
- Eugène Viollet-le-Duc publie Entretiens sur l’architecture à Paris.

## Récompenses
- Royal Gold Medal : Baron von Schmidt.
- Prix de Rome : Stanislas Louis Bernier.

## Naissances
- 7 janvier : Édouard Autant († 1964).
- 20 janvier : Julia Morgan († 2 février 1957).
- 9 février : Charles Klauder († 1938).
- 26 mai : Zachary Taylor Davis († 16 décembre 1946).
- Lilla Hansen († 1962).

## Décès
- x